# Erwin Engelbrecht
Erwin Engelbrecht, född 12 november 1891 i Gallin, nuvarande Wildpark-West i kommunen Schwielowsee, död 8 april 1964 i München, var en tysk general.
Engelbrecht befordrades till generalmajor i januari 1939 och till general i artilleriet i september 1942. Han erhöll Riddarkorset av Järnkorset i maj 1940. Han ledde den så kallade Engelbrechtdivisionen, som med svenskt tillstånd transiterades med tåg från det ockuperade Norge till Finland mellan den 25 juni och 12 juli 1941.

## Biografi
Engelbrecht blev senhösten 1939 befälhavare för den nybildade 163. Infanterie-Division. Han ledde denna division under invasionen av Operation Weserübung, invasionen av Norge våren 1940. För divisionens insatser i Norge erhöll Engelbrecht den 9 maj 1940 riddarkorset. Sommaren 1941 transporterades divisionen medelst järnväg genom Sverige till Finland, och divisionen har sedan dess i svensk litteratur kallats Engelbrechtdivisionen.
Engelbrechtdivisionen stred i norra Finland och sommaren 1942 lämnade Engelbrecht befälet och blev istället befälhavare för Höheres Kommando z.b.V. XXXIII som från Trondheim hade ansvar för underställda ockupationsstyrkor. Denna stab bytte i januari 1943 namn till XXXIII. Armeekorps med Engelbrecht som fortsatt befälhavare. I slutet av året lämnade Engelbrecht sitt befäl och blev hösten 1944 befälhavare för Höheres Kommando Saarpfalz som ansvarade för försvaret och befästningarna i området.
Vid krigsslutet hamnade han i allierad krigsfångenskap maj 1945–1947.

## Befäl
- 163. Infanterie-Division (Division Engelbrecht)  november 1939 – juni 1942
- specialkommando XXXIII juni 1942 – december 1943
- överkommando Saarpfalz september 1944 – maj 1945